# یوهان ریست
یوهان ریست (آلمانی: Johann Rist؛ ‏ ۸ مارس ۱۶۰۷ – ۳۱ اوت ۱۶۶۷) شاعر، نمایشنامه‌نویس و نویسنده سرودهای روحانی اهل آلمان بود.
او فرزند یک شبان لوتری بود و پس از تحصیل در رشتهٔ الهیات در رینتلن به سرودن اشعار مذهبی علاقمند شد. مدتی بعد او به دانشگاه روستوک رفت و در آنجا به فراگیری ادبیات عبری، ریاضیات و پزشکی پرداخت. وی در آنجا مدتی دچار مصائب جنگ سی‌ساله شد و چند هفته‌ای به بیماری طاعون مبتلا شد.
شهرت یوهان ریست در شاعری و نمایشنامه‌نویسی بدانجا رسید که در سال ۱۶۴۴ فردیناند سوم، امپراتور مقدس روم به وی لقب ملک‌الشعرا داد و او را در سال ۱۶۵۳ به رتبهٔ اشرافی رساند.
یوهان ریست تعداد زیادی سرودهای مذهبی هم نوشته و اشعارش بعدها توسط آهنگسازانی چون یوهان سباستیان باخ مورد استفاده قرار گرفت.